# Anàlisi dimensional
L'anàlisi dimensional és una eina matemàtica basada en l'àlgebra, utilitzada sovint en física, química i enginyeria, per simplificar un problema, tot reduint el nombre de variables al nombre mínim de paràmetres essencials. Dos sistemes que tinguin els mateixos paràmetres essencials es poden considerar similars, i es poden estudiar conjuntament.
La dimensió o magnitud d'una quantitat física és el tipus d'unitat necessària per expressar aquesta quantitat. Per exemple, la dimensió de la velocitat lineal és distància/temps, i la dimensió de la força és massa×distància/temps². En mecànica, qualsevol dimensió es pot expressar en termes de longitud (o distància), temps i massa, o bé en termes de força, longitud i massa. La tria d'un o altre conjunt d'unitats fonamentals dependrà del sistema que s'estudiï. En ambdós casos, qualsevol unitat és expressable en funció d'un producte de potències (que poden ser fraccionals) de les unitats fonamentals, i el conjunt d'unitats forma un grup multiplicatiu.